# 西大新站
西大新站（：／ Seodaesin yeok */?）是釜山地鐵1號線沿線的一座地下車站，位於韓國釜山廣域市西區西大新洞2街。該站原名西大新洞站，2010年時更改為現在名稱。

## 車站結構
站體為1面2線島式月台的地下車站，候車月台設有月台幕門，並有4處出口。

### 月台配置
| 大峙 ↑   |
| 下 上 \| |
| ↓ 東大新 |

| 月台 | 路線               | 目的地                         |
| ---- | ------------------ | ------------------------------ |
| 上行 | ●釜山都市铁道1号线 | 沙下、新平、多大浦海水浴場方向 |
| 下行 | ●釜山都市铁道1号线 | 釜山站、西面、老圃方向         |

## 歷史
- 1990年2月28日：西大新洞站落成啟用。
- 2010年2月24日：更名為西大新站。

## 車站周邊
- 釜慶高校
- 東亞大學
- 東亞大學附設醫院
- 三育釜山醫院
- 西區廳
- 西釜山稅務署
- 釜山西部警察署
- 釜山九德運動場

## 圖片

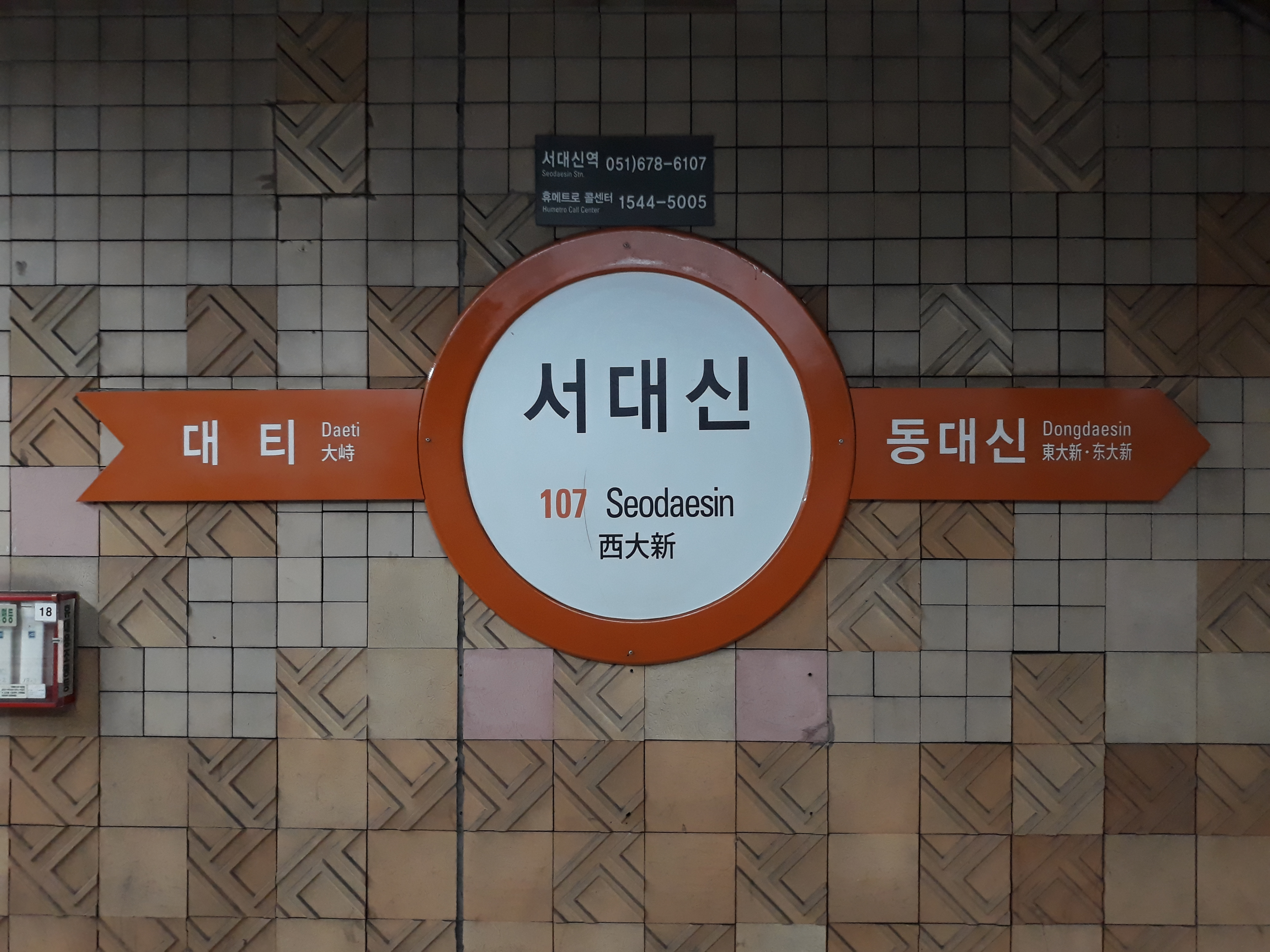
站名牌
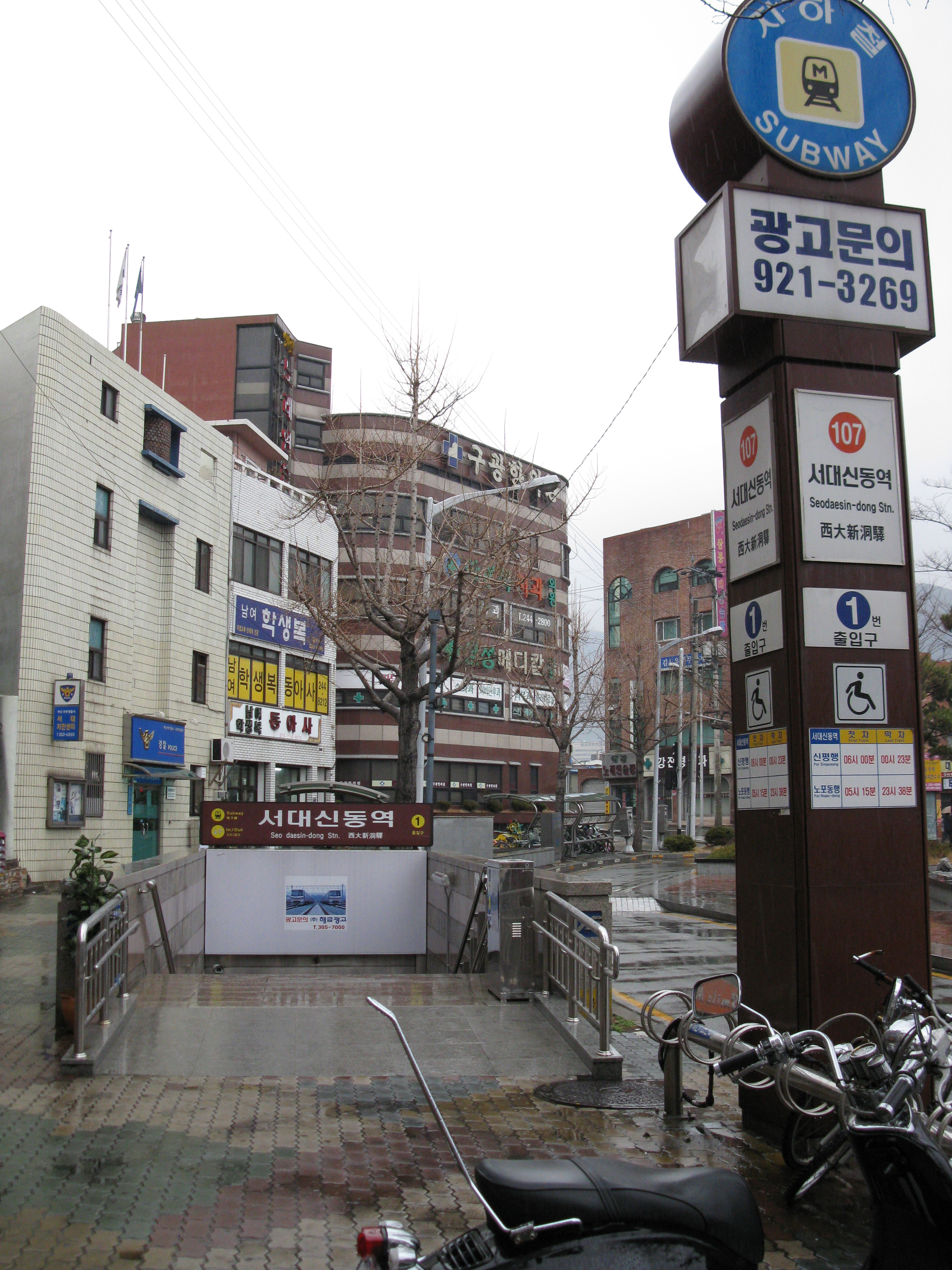
1號出口

## 相鄰車站
釜山交通公社
●釜山都市铁道1号线
大峙（106）－西大新（107）－東大新（108）